# Santiago de Surco
Pour les articles homonymes, voir Santiago (homonymie).
Santiago de Surco (appelé familièrement « Surco ») est l'un des 43 districts de la Province de Lima à la Région de Lima  au Pérou. Sa création politique remonte au 16 novembre 1929 au cours du mandat du président de la république Augusto B. Leguia. Sa superficie est d'environ 43 km2 et compte 272 690 habitants.
Le district de Santiago de Surco est limité au nord par le district de Ate Vitarte et à l'est par les districts de La Molina, San Juan de Miraflores, Villa el Salvador et Villa Maria del Triunfo et au ouest par les districts de San Borja, Surquillo, Miraflores et Barranco et au sud par l'Océan Pacifique.
Le district de « Surco » est localement connu par sa production viticole qui remonte à l'époque de la Colonisation espagnole des Amériques au XVIe siècle.

## Histoire
Avant l'arrivée des premiers colons espagnols, les terres appartenant à l'actuel district de Santiago de Surco étaient habitées par un ensemble de peuples amérindiens nommés Sulco, nom tiré du ruisseau qui traversait leur territoire. Sa capitale était basée aux environs du mont actuellement connu sous le nom de « Morro Solar » appelait à l'époque Armatampu ou Armatambo.
Par sa proximité à la maison de Francisco Pizarro et la fertilité de ses terres, Santiago de Surco devint le lieu de repos des vice-rois, des autorités et des notables après la conquête et l'établissement de la Colonie Espagnole.
Grâce aux premières vignes importées par le conquistador espagnol Francisco de Carabantes en 1539, les raisins de Surco devinrent connues partout à Lima. À partir de ce moment, lorsque les vice-rois s'aperçurent de la productivité des terres en combinaison avec le climat favorable, ils décidèrent de cultiver toute la vallée et de construire un village.